# تفرع كاذب المحور

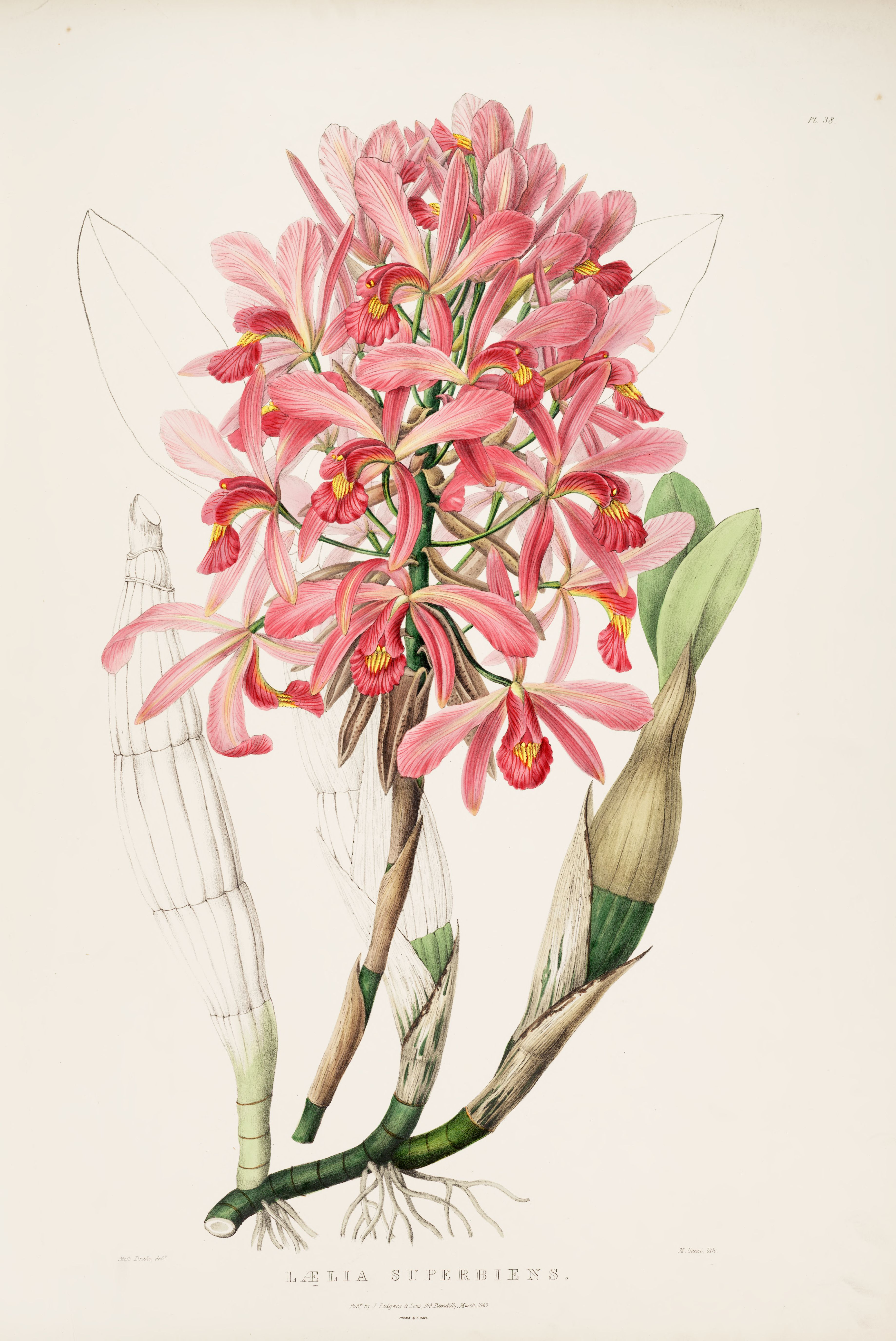
Laelia superbiens, a sympodial orchid.

نمو المحور الكاذب هو نمط متفرع متشعب حيث يتطور أحد الفروع بقوة أكبر من الآخر، مما يؤدي إلى تشكيل الفروع الأقوى للبراعم الأولية وظهور الفروع الأضعف بشكل جانبي. المحور الكاذب، هي النبتة الأولية، التي تشتمل على الفروع الأقوى، التي تكونت أثناء النمو المحور الكاذب. النمط المشابه للتفرع الثنائي؛ يتميز بالتفرع على طول السيقان أو الخيوط الفطرية.
في علم النبات، يحدث نمو كاذب المحور عندما ينتهي النسيج الإنشائي القمي ويستمر النمو بواسطة واحد أو أكثر من النسيج الإنشائي الجانبي، الذي يكرر العملية. قد يُستهلك النسيج الإنشائي القمي لتكوين نورة زهرية أو أي بنية نمو غير محدودة أخرى، أو قد يُجهض.